# Tout va très bien madame la marquise (chanson)
Pour les articles homonymes, voir Tout va très bien madame la marquise.
Tout va très bien, madame la marquise est une chanson de 1935, paroles et musique de Paul Misraki, publiée aux éditions Ray Ventura ; c'est un des grands succès de l'orchestre de Ray Ventura et ses Collégiens avec Qu'est-ce qu'on attend pour être heureux ? et Ça vaut mieux que d'attraper la scarlatine. Tout va très bien Madame la Marquise est devenue une expression proverbiale pour désigner une attitude d'aveuglement face à une situation désespérée et une tentative maladroite d'en cacher la réalité.

## Sources du thème, du Moyen Âge aux années 1930
Le thème circule à travers toute l'Europe depuis le Moyen Âge. Les plus anciennes traces littéraires ont été retrouvées dans les Exempla (en latin) de Pierre Alphonse (XIIe siècle). Dans Exemplum de Maimundo servo, l'esclave raconte successivement à son maître que la chienne Bispella est morte, qu'elle a été piétinée par la mule effrayée (qui est ensuite tombée dans un puits), que la mule a été effrayée du fait de la mort du fils du maître, que sa mère en est morte de chagrin, que la maison a brûlé quand une servante a laissé une chandelle allumée dans la chambre pendant la veillée mortuaire de la maîtresse, et que la servante est morte en tentant d'éteindre le feu.
D'autres traces existent dans les exempla de Jacques de Vitry (XIIIe siècle).
Le thème est aussi présent dans plusieurs contes russes. Dans ses Contes populaires russes (1871), Alexandre Afanassiev les rassemble sous le titre générique Khorocho, da i khoudo  (« Ça va bien et même pire »). La version numérotée 230f/417, intitulée dans la traduction française « Tout va très bien ou le Noble ruiné », qui reproduit un dialogue entre un châtelain (barin) et son intendant, est similaire au texte de la chanson. Ce texte recueilli dans le gouvernement de Perm a d'ailleurs été censuré dans la première édition du recueil
En 1928, l'humoriste américain Frank Crumit enregistre un monologue, No News (or « What Killed The Dog ») qui reprend la même progression narrative. Ce disque, que Ray Bradbury écoutait inlassablement à l'âge de cinq ans lui inspirera en 1996 la nouvelle Le chien est mort, mais à part ça tout va bien.
L'origine (moderne) du refrain est attribuée à Bach et Laverne, auteurs d'un sketch portant le même titre.

## La chanson

### Création
Selon Paul Misraki (dans Tout va très bien, la vie d'un compositeur, manuscrit inédit[réf. nécessaire]), la composition de la chanson a lieu à la suite de l'échec d'une première soirée de tournée de Ray Ventura et de ses Collégiens, à Nîmes.
Les musiciens catastrophés cherchent ensuite tous une idée pour relancer le spectacle. C'est Coco Aslan qui aurait suggéré l'idée du « sketch avec la Lady écossaise ». Paul Misraki se met alors au travail, trouve assez vite les premières notes, puis compose toute la nuit. Le lendemain matin, le compositeur s'accorde une ultime fantaisie : le « pont » qui commence par « un incident, une bêtise... », en rupture totale avec le rythme et l'ambiance de la chanson jusque-là[pas clair]. Le soir, c'est un triomphe.

### Un succès mondial
La chanson est adaptée 
- en russe dès 1935 par Alexandre Bezymenski, et interprétée dans cette langue notamment par Léonid Outiossov, en duo avec sa fille Edith ;
- en hébreu, par Dan Almagor[7] ; en allemand (Heinrich Pfandl, 2010[8]),
- en italien [9].
- en anglais, par Tom Lehrer ("All is Well")

Paul Misraki aura toute sa vie du mal à assumer ce fulgurant succès (il avait 28 ans, et la chanson s'est faite en une nuit), plusieurs de ses écrits mentionnant cette chanson comme un « incident », justement.[réf. nécessaire]

## Le texte

### Analyse
Chantée à trois voix à l'origine, la chanson raconte une conversation téléphonique entre une aristocrate et son valet James qui lui fait part des catastrophes survenues dans son château pendant son absence de deux semaines, mais de manière antéchronologique, commençant par la mort de la jument (« un incident, une bêtise ») et remontant jusqu'au suicide de son mari, qui a appris qu'ils sont ruinés.

### Utilisation médiatique dans les années 1930 et 1940
Au même titre que le film de Jean Renoir La Règle du jeu, Tout va très bien madame la marquise est devenu un raccourci historique pour dépeindre les années d'avant-guerre (1935-1939) en France et l'aveuglement des dirigeants face à la montée des périls (notamment au moment des accords de Munich de septembre 1938).
Dès l'année suivant son enregistrement (22 mai 1935), la formule fait florès chez les journalistes. L'expression « Tout va très bien monsieur Herriot » est employée au moment des grèves de juin 1936.
Par la suite, on aura Tout va très bien Monsieur Mussolini, puis Tout va très bien mon Führer à Radio-Londres.

## Au cinéma
- 1936: Allo... Allo... James, film en semi-animation par le procédé des papiers découpés par les frères Norbert et Roger Vanpeperstraete[13].
- 2012 : Ma bonne étoile - bande originale - version a cappella interprétée par les acteurs qui rythme le film dans toutes ses étapes.

## Discographie
- 1967 : Tout va très bien Madame la Marquise[14], avec Sacha Distel, Jean-Pierre Cassel, Jean-Marc Thibault, Roger Pierre et Jean Yanne.

## Vidéos
- [vidéo] « Tout va très bien, Madame la Marquise », sur YouTube(vidéo indisponible) ;
- [vidéo] « Tout va très bien, Madame la Marquise - Paul Misraki », sur YouTube ; version de 1967, avec S.Distel, J-P.Cassel, J-M.Thibault, R.Pierre & J.Yanne.